# Boldogfai Farkas–Lenz-kúria
A Boldogfai Farkas–Lenz-kúria a Szabolcs-Szatmár-Bereg vármegyei Kocsordos tanya uradalmi központja, amely Tiszadob város környékén helyezkedik el, a jelenlegi Kesznyéteni Tájvédelmi Körzeten belül. A boldogfai Farkas család a polgári származású Lenz családdal való házasság révén 1942-ben jutott hozzá a kúriához és az 1576 kataszteri holdas uradalomhoz.

## Az épület története
A Zala vármegyei nemesi származású boldogfai boldogfai Farkas Endre (1908–1994) vezérkari őrnagy 1942. május 21-én a budapesti Városmajori plébániatemplomban feleségül vette a jómódú, katolikus nagypolgári Lenz családból származó Lenz Klára (1924–2013) gobelinművész kisasszonyt, aki Lenz József (1897–1965) kereskedelmi tanácsos, nagykereskedő, nyékládházai földbirtokos, a debrecen-paci Lenz kastély tulajdonosa és Topits Klára (1901-1993) lánya volt. Lánya eljegyzése után Lenz József vásárolta meg a Szabolcs vármegyei kúriát és a Tisza partján fekvő 1154 kataszteri holdas Tiszadobhoz tartozó földbirtokot, valamint a Kesznyétenhez tartozó 422 kataszteri holdas birtokot gróf Andrássy Sándortól (1863-1946), amely hozományként szolgált Lenz Klára számára. A kocsordos tanyának nevezett két egységes birtokot egy 1576 kataszteri holdas uradalomnak kezelték. Emellett Lenz József saját részére vásárolt a Tiszadobhoz tartozó Kesznyétenen 935 kataszteri holdas birtokot az Andrássy gróftól.
Az egyszintes, szerényebb méretű, viszont fényűző bútorokkal és dekorációval rendelkező kúria leginkább uradalmi központként szolgált Farkas Endrének és nejének Lenz Klárának, nem állandó lakóházként. A kúria eredetileg a tiszadobi Andrássy grófok uradalmi intézőnek a háza volt, amely több évig üresen állt. A bútorok amelyek a kúriába kerültek eredetileg Farkas Endre budapesti Kecskeméti utcai legénykori lakásából származtak; ezek vegyes stílusból és korszakokból valók voltak. Néhány bútordarabot Endre édesapjától, Farkas István főszolgabírótól, örökölt meg és a többit Endre vásárolta meg fiatalkora alatt. A kúria felújítása után a házaspár gyakran töltött időt szabadságokon ott, ahol kis angolkertet is építettek a ház mellett. Szolgálati lakások, istálló és több igen modern aratási gépezet és nagy méretű magtár szintén része volt az uradalomnak.
A második világháború végén, boldogfai Farkasné Lenz Klára úrnő Budapestről a kocsordosi kúriára vonult vissza, ahol 1944-ben született a második fia. A család kommunizmus elején elveszítette a jogait a kocsordos tanya és a helyi kúria felett. Jelenleg az elhagyatott kúria, a majorsági épületek és az uradalom az 1990 óta létező Kesznyéteni Tájvédelmi Körzet része. Az összes bútort és dísztárgyat 1945 után ellopták. A család nem kapott semmiféle kárpótlást 1990 után.